# Scinax luizotavioi
Scinax luizotavioi är en groddjursart som först beskrevs av Ulisses Caramaschi och Geraldo Kisteumacher 1989.  Scinax luizotavioi ingår i släktet Scinax och familjen lövgrodor. IUCN kategoriserar arten globalt som livskraftig. Inga underarter finns listade i Catalogue of Life.